# HK P2A1
HK P2A1 — 26,5-мм немецкий сигнальный пистолет.

## Описание
Представляет собой однозарядный пистолет. В качестве боеприпасов используются патроны в гильзе 4-го ружейного калибра.

## Страны-эксплуатанты
- Люксембург - в 2022 году закуплено 24 шт.[2]
- США - с 1981 года разрешено импортировать в США качестве гражданского оружия[1]
- ФРГ - принят на вооружение бундесвера под наименованием SigPi